# 썸머랜드 (드라마)
썸머랜드(Summerland)는 2004년 6월 1일부터 2005년 7월 18일까지 The WB에서 방영된 드라마이다.

## 캐스트
- 로리 로린 - 아바 그레고리 (Ava Gregory)
- 숀 크리스천 - 조니 듀런트 (Johnny Durant)
- 메린 던게이 - 수재나 렉스퍼드 (Susannah Rexford)
- 라이언 콴튼 - 제이 로버트슨 (Jay Robertson)
- 제시 매카트니 - 브래딘 웨스털리 (Bradin Westerly)
- 테일러 콜 - 에리카 스팰딩 (Erika Spalding)
- 케이 파나베이커 - 니키 웨스털리 (Nikki Westerly)
- 닉 벤슨 - 데릭 웨스털리 (Derrick Westerly)
- 잭 에프론 - 캐머런 베일 (Cameron Bale)